# Nikola Žigić
Nikola Žigić (Bačka Topola, Voivodina, Serbia, Yugoslavia, 25 de septiembre de 1980) es un exfutbolista serbio.

## Trayectoria
Su gran envergadura (2,02 metros), le convertía en un poderoso cabeceador. Se trataba también de un futbolista bastante rápido a pesar de su estatura. Aunque su puesto era de delantero,  destacaba también por sacar innumerables balones en defensa sobre todo en jugadas del contrario a balón parado.
En el modesto equipo serbio del AIK Backa Topola se vio en poco tiempo su capacidad goleadora anotando 68 goles en 76 partidos. Después el Estrella Roja se hizo con sus servicios, cediéndolo al Kolubara Lazarevac y al AS Saint-Étienne francés, clubes en los que no pudo continuar su gran progresión aunque una tercera cesión al Spartak Subotica devolvió a Žigić a sus números, anotando 14 goles en los 11 encuentros que disputó con su equipo. Žigić continuó brillando en su club, el Estrella Roja.
El 29 de agosto de 2006, Žigić firmaba un contrato con el Real Racing Club de Santander para las siguientes cuatro campañas, la cantidad que pagó el club cántabro, al Estrella Roja, fue de 6 millones de euros y un jamón ibérico (7 según la fuente) siendo hasta aquel momento el traspaso más caro de la historia del club.
Su aportación a este equipo el primer año fue muy destacada, formando junto con Pedro Munitis el llamado Dúo sacapuntos, jugando 32 partidos todos ellos como titular, marcando 11 goles e interviniendo en innumerables jugadas bien sea provocando penaltis, dando el último pase (5 asistencias) o provocando faltas al borde del área. En los 6 partidos en los que no jugó, el Racing sólo empató 1 y perdió los otros 5.
El día 9 de agosto de 2007 se hizo pública su contratación por 5 temporadas y por el Valencia CF. El 24 de diciembre de 2008 el Valencia y el Racing de Santander llegan a un acuerdo para que el jugador se vaya cedido al equipo cántabro hasta final de temporada. En el verano de 2010, el Valencia vende a Žigić al Birmingham.

## Selección nacional
Debutó con la Selección de fútbol de Serbia y Montenegro el 31 de marzo del 2004, ante Noruega, que finalizó con derrota serbia por 0-1. Aunque llamó la atención con sus buenas actuaciones en la SuperLiga Serbia, no comenzó a acudir regularmente a su selección hasta mediados de 2005.

### Mundial de Alemania 2006
Su aparición en el crucial choque de clasificación ante España en Madrid fue lo que le hizo dar un salto definitivo. Tras un pésimo primer tiempo en el que Serbia y Montenegro apenas cruzó el medio campo y podía contentarse con perder por solo un gol, el entrenador Ilija Petković introdujo a Žigić en el terreno de juego. Su presencia cambió por completo el rumbo del partido. Žigić jugó un papel clave en el gol del empate de su equipo, dejándole a Mateja Kežman un buen balón que este no desperdició. La selección serbia sumó un punto clave y confirmó su clasificación para el Copa Mundial de Fútbol de 2006 en Belgrado ante Bosnia con Žigić asistiendo nuevamente a Kežman en el que fue el único gol del encuentro.

### Eurocopa 2008
En los cinco partidos clasificatorios para la Eurocopa 2008 que ha disputado la selección serbia, Žigić marcó cuatro goles y fue expulsado con tarjeta roja directa en el último contra Kazajistán.

## Clubes
| Club                          | País                | Temporada | Partidos | Goles |
| ----------------------------- | ------------------- | --------- | -------- | ----- |
| AIK Bačka Topola              | Yugoslavia          | 1998-2002 | 76       | 68    |
| FK Mornar                     | Yugoslavia          | 2002      | 23       | 15    |
| Kolubara Lazarevac            | Yugoslavia          | 2002      | 8        | 3     |
| Spartak Subotica              | Serbia y Montenegro | 2003      | 12       | 14    |
| Estrella Roja de Belgrado     | Serbia y Montenegro | 2003-2006 | 108      | 70    |
| Real Racing Club de Santander | España              | 2006-2007 | 33       | 12    |
| Valencia CF                   | España              | 2007-2008 | 26       | 8     |
| Real Racing Club de Santander | España              | 2008-2009 | 20       | 12    |
| Valencia CF                   | España              | 2009-2010 | 27       | 10    |
| Birmingham City FC            | Inglaterra          | 2010-2012 | 59       | 35    |

## Palmarés

### Campeonatos nacionales
| Título                  | Club                      | País                | Año  |
| ----------------------- | ------------------------- | ------------------- | ---- |
| Liga serbia             | Estrella Roja de Belgrado | Serbia y Montenegro | 2004 |
| Copa de Serbia          | Estrella Roja de Belgrado | Serbia y Montenegro | 2004 |
| Liga serbia             | Estrella Roja de Belgrado | Serbia y Montenegro | 2006 |
| Copa de Serbia          | Estrella Roja de Belgrado | Serbia y Montenegro | 2006 |
| Copa del Rey            | Valencia CF               | España              | 2008 |
| Copa de la Liga inglesa | Birmingham City FC        | Inglaterra          | 2011 |